# Jean-Claude Cassaing
Jean-Claude Cassaing, né le 13 octobre 1942 à Rabat au Maroc et mort le 12 avril 2003 à Tulle à la suite d'un accident de la circulation, était un homme politique français.

## Biographie
Jean-Claude Cassaing est né le 13 octobre 1942 à Rabat (Maroc), il fait ses études d'abord à Lyon au Lycée du Parc, puis à Paris. Agrégé de lettres classiques, il enseignera au Lycée Cabanis de Brive-la-Gaillarde, puis à la faculté de Limoges. Spécialiste de l'œuvre d’Émile Zola, il fut ensuite professeur d'université, puis inspecteur général de l’Éducation nationale.
Candidat du Parti socialiste dès les années 1970 contre Jean Charbonnel, député-maire de Brive et ministre gaulliste de l'industrie, il fut élu député de la Corrèze de 1981 à 1986, puis, à partir de 1982, au conseil régional du Limousin. Il y était vice-président chargé de l'enseignement supérieur, de la recherche et des transferts de technologie.
Donné pour condamné voici une demi-décennie en raison d'une affection cardiaque jugée irréversible, Jean-Claude Cassaing avait été sauvé, au CHU de Limoges, par une transplantation qui, disait-il aux journalistes – avec lesquels il entretenait des rapports de familiarité courtoise – lui "avait rendu la vie".
Il a été victime d'un accident mortel de la circulation dans la nuit du vendredi 11 au samedi 12 avril 2003. Au retour d'une réunion à Tulle de la fédération socialiste de la Corrèze vers son domicile de Brive-la-Gaillarde, sa voiture est entrée en collision frontale avec une automobile venant dans l'autre sens, vers 23 heures. Les deux conducteurs ont été transportés à l'hôpital de Tulle où ils sont décédés peu après.

## Détail des fonctions et des mandats
Mandats parlementaires :
- 2 juillet 1981 - 1er avril 1986 : Député de la 2e circonscription de la Corrèze
- 2 avril 1986 - 14 mai 1988 : Député de la Corrèze

Mandats locales :
- 1992 - 2003 : Vice-président du conseil régional du Limousin
- 1983 - 1995 : Conseiller municipal de Brive-la-Gaillarde
- 1982 - 1992 : Conseiller général de la Corrèze, élu dans le canton de Brive-la-Gaillarde-Nord-Ouest